# Hypsilurus geelvinkianus
Espèce
Synonymes
- Gonyocephalus geelvinkianus Peters & Doria, 1878

Hypsilurus geelvinkianus est une espèce de sauriens de la famille des Agamidae.

## Répartition
Cette espèce est endémique de Nouvelle-Guinée.  Elle se rencontre en Nouvelle-Guinée occidentale en Indonésie et Nouvelle-Guinée orientale en Papouasie-Nouvelle-Guinée.

## Étymologie
Cette espèce est nommée en référence au lieu de sa découverte, la baie de Geelvink, ancien nom du golfe de Cenderawasih.

## Publication originale
- Peters & Doria, 1878 : Catalogo dei retilli e dei batraci raccolti da O. Beccari, L. M. D'Alberts e A. A. Bruijn. nella sotto-regione Austro-Malese. Annali del Museo Civico de Storia Naturale di Genova, sér. 1, vol. 13, p. 323-450 (texte intégral)